# Naszakhma
Naszakhma meroéi kusita uralkodó volt az i. e. 5. században.
Elődje Szi'aszpiqo volt, utódja Malowiebamani, aki talán az idősebbik fia. Elképzelhető, hogy Talakhamani, Malowiebamani utóda Naszakhma fiatalabbik fia volt, aki bátyja halála után trónra lépett, de az is lehet, hogy Talakhmani Malowiebamani fia volt.
Dinasztiája többi tagjához hasonlóan Naszakhmát is Nuriban temették el, a Nu. 19 piramisba. A piramis nem túl nagy, ami arra utal, Naszakhma nem sokáig uralkodhatott. Az itt talált leletek – usébtik, edénytöredékek stb. – a Bostoni Szépművészeti Múzeumban találhatóak.

## Fordítás
- Ez a szócikk részben vagy egészben  a   Nasakhma című angol Wikipédia-szócikk ezen változatának fordításán alapul.  Az eredeti cikk szerkesztőit annak laptörténete sorolja fel. Ez a jelzés csupán a megfogalmazás eredetét és a szerzői jogokat jelzi, nem szolgál a cikkben szereplő információk forrásmegjelöléseként.